# تل آراد
تل آراد (عبری: תל ערד‎) در عربی تِل آراد (تل عراد)، تپهای باستانی است که در غرب دریای مرده، در حدود ۱۰ کیلومتر (۶ مایل) غرب شهر مدرن اسرائیلی آراد در منطقه‌ای محصور شده توسط پشته‌های کوهستانی واقع شده‌است. این منطقه به دشت آراد معروف است. این محوطه باستانی شامل یک شهر زیرین و یک بخش بالایی بر روی یک تپه است.
شهرک کنعانیان در لایه‌های زیرین و بقایای ارگ اسرائیلی در لایه‌های فوقانی اکنون بخشی از پارک ملی تل آراد است که تلاش‌هایی برای بازسازی دیوارهای بالا و پایین آغاز شده‌است.

## شناسایی پیشنهادی
اولین بار در ادبیات مدرن در سال ۱۸۴۱ توسط ادوارد رابینسون در پروژه تحقیقات در باب فلسطین براساس کتاب مقدس، به دلیل شباهت نام مکان عربی، Tell'Arad، با حراد در کتاب یوشع شناسایی شد.

## باستان‌شناسی

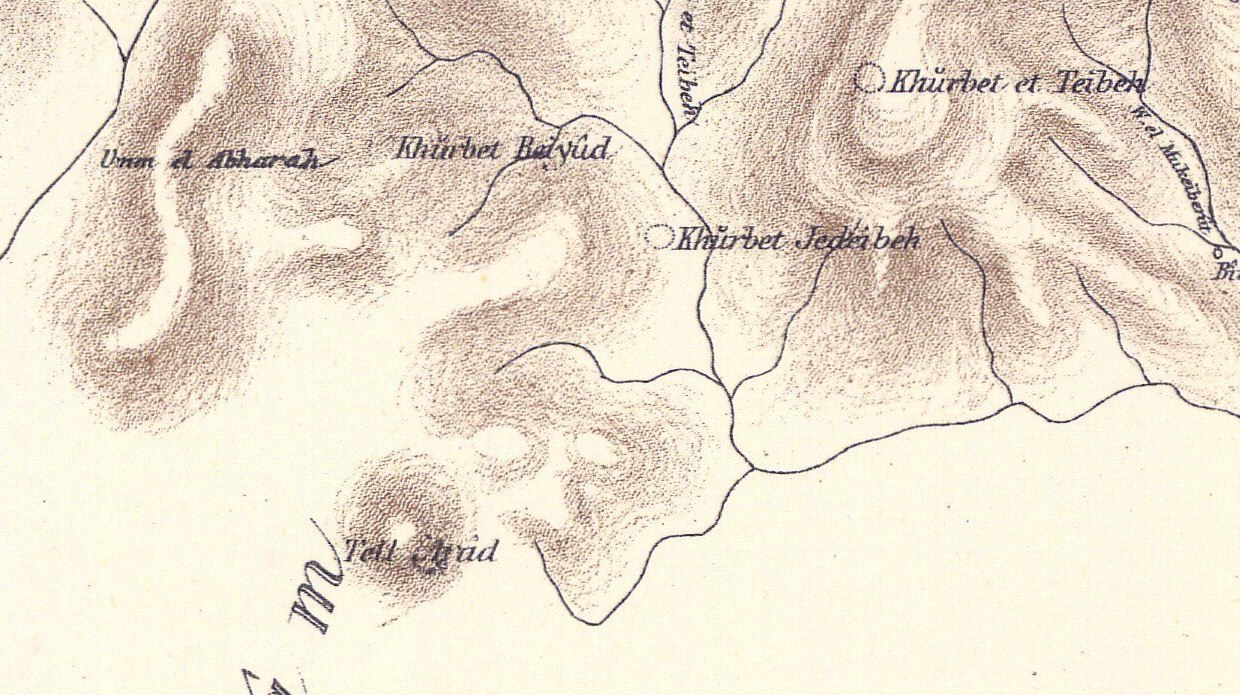
تل آراد در بررسی PEF از فلسطین، 1880.

نواحی بالا و پایین تل آراد در طی ۱۸ فصل توسط روث امیران و یوحنان آهارونی بین سال‌های ۱۹۶۲ و ۱۹۸۴ حفاری شد 8 فصل علاوه بر این ۱۸ فصل کاوش‌هایی در رابطه با سیستم آبی عصر آهن انجام شد.

## تاریخ

### مس‌سنگی
ناحیه پایین برای اولین بار در دوره مس‌سنگی، حدود ۴۰۰۰ سال قبل از میلاد مسکون شده‌است.

### مفرغ اولیه: سکونتگاه‌های کنعانی

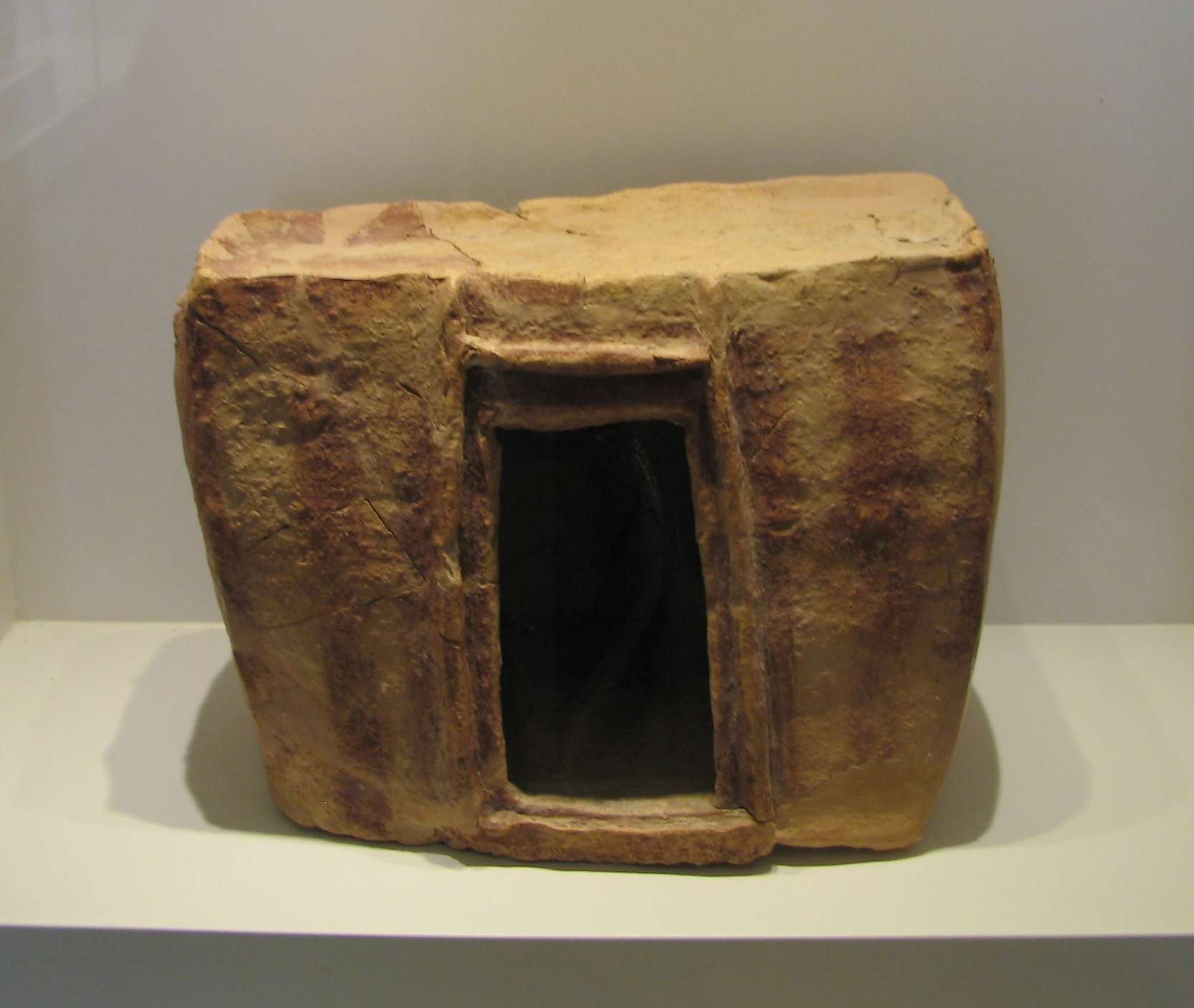
مدل سرامیکی خانه‌های تیپ آراد از تل آراد، حدود ۳۰۰۰–۲۶۵۰ ق.م. موزه اسرائیل، اورشلیم.

تل آراد در بازه زمانی مفرغ I-II مسکون شد و در تجارت مس دره بئرشبع شرکت داشت.
مفرغ I در لایه III تل آراد رویت شده.
مفرغ II شامل بقایای غنی است که در لایه II تل آراد مشاهده شده.
مفرغ III با ظهور سایت‌های تجاری مرکزی در ارتفاعات نگب مربوط به صنعت مس در عربه و تجارت با مصر در پادشاهی قدیم پایان یافت.

### عصر آهن: سکونتگاه اسرائیلی‌ها

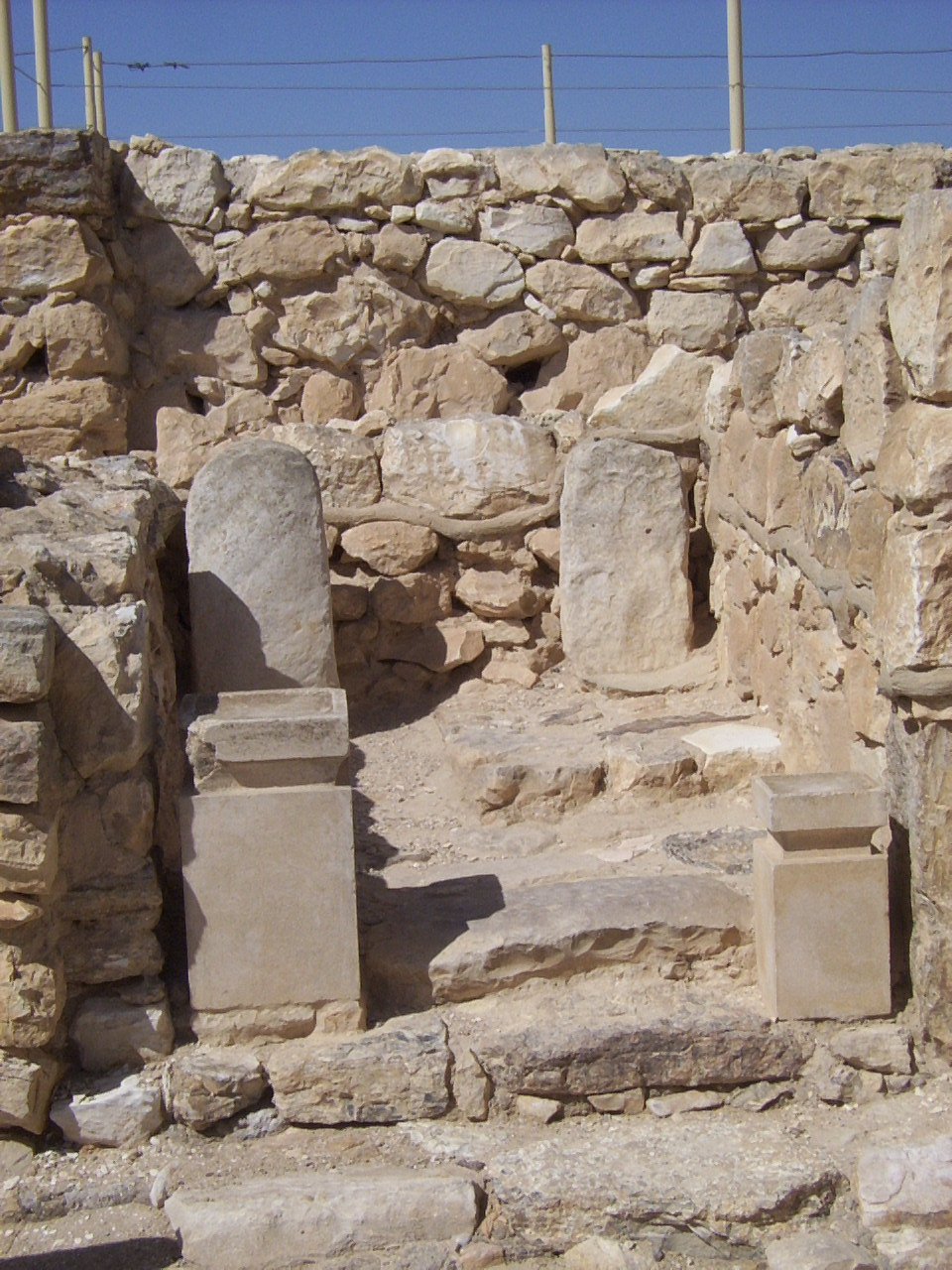
قدس‌الاقداس، با دو ستون بخور و دو استل، یکی برای تقدیم قربانی به خداوند و دیگری به احتمال زیاد به اشره

این مکان از قرن یازدهم پیش از میلاد توسط اسرائیلی‌ها مسکون شده‌است و در ابتدا به عنوان یک منطقه بدون دیوار و به عنوان یک قلمرو رسمی یا مقدس در تپه بالایی ایجاد شد و سپس به شکل یک شهر پادگان یا ارگ درآمد.

#### قلعه اسراییلی استراکون
در فصل سوم کاوش، بیش از ۱۰۰ استراکون (تکه‌های سفالی کتیبه‌دار) به زبان عبری، مربوط به قرن هفتم قبل از میلاد در طبقه ششم قلعه در آراد یافت شد.  بیشتر این نامه‌ها (آراد استراکون) شامل مکاتبات نظامی روزمره بین فرماندهان قلعه است و خطاب به الیاشیب است که گمان می‌رود فرمانده قلعه باشد.  یکی از استراکون‌ها از " خانه یهوه " یاد می‌کند که برخی از محققان معتقدند اشاره‌ای به معبد اورشلیم است. در این مجموعه یک استراکون جزئی و هیراتیک پیدا شد که تاریخ مشابهی داشت. منابع غذایی ذکر شده در این استراکون شامل جو جنوب مصر و چربی‌های حیوانی (در مقایسه با گندم و روغن زیتون در استراکون عبری) بود. بعدها یک استراکون با متنی به هر دو خط هراتیک و فنیقی - عبری پیدا شد که اطلاعات متفاوتی ارائه می‌کردند.

#### معبد اسرائیل

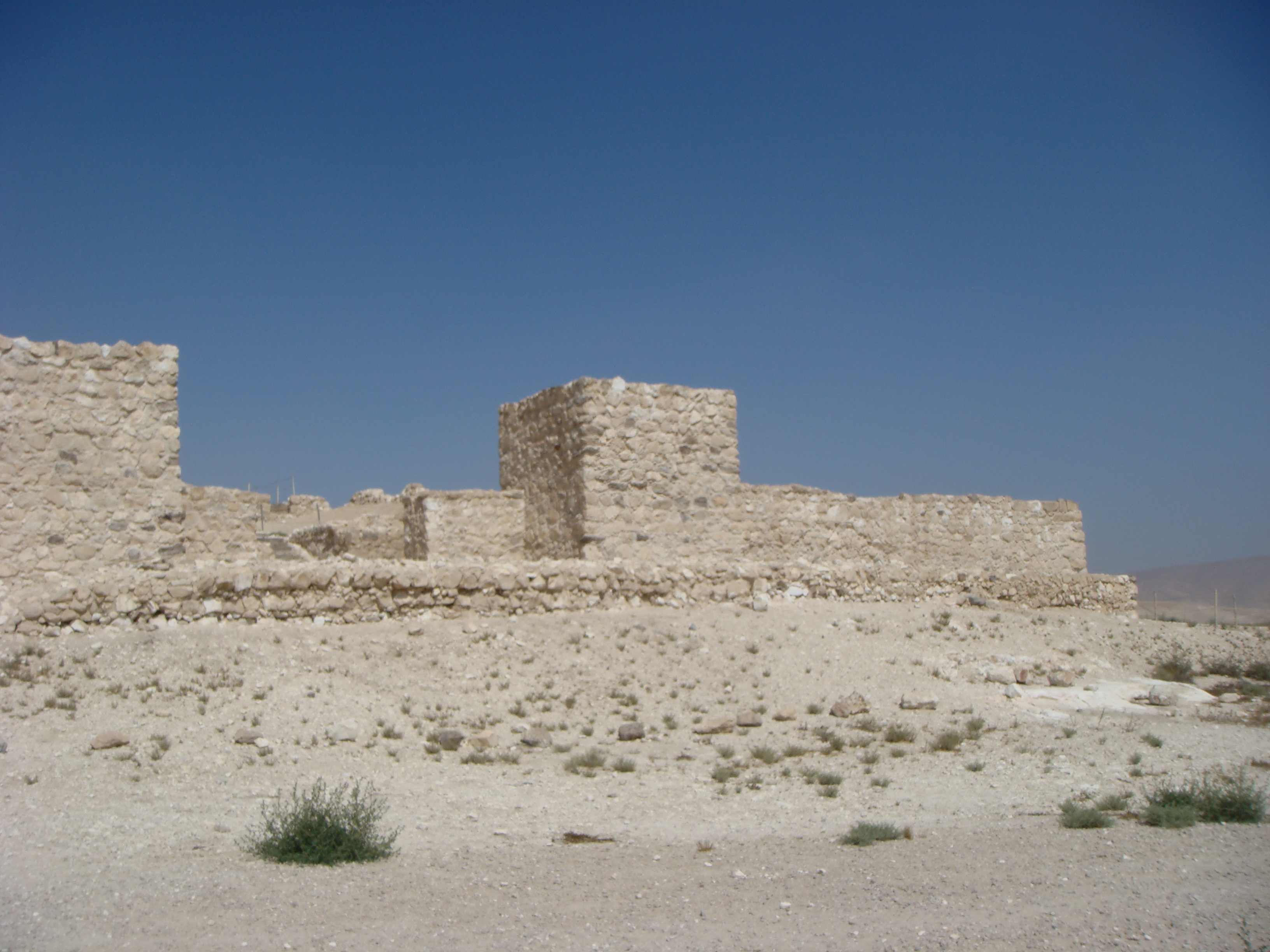
لایه X دروازه قلعه آراد

معبد آراد توسط باستان‌شناس یوحنان آهارونی در سال ۱۹۶۲ کشف شد که بقیه عمر خود را صرف بررسی آن کرد و در اواسط دهه ۱۹۷۰ در آنجا درگذشت.
در قدس‌الاقداس این معبد دو ستون عود و احتمالاً دو استل  یافت شدند. مواد تیره ناشناس حفظ شده در سطوح بالایی آنها برای تجزیه و تحلیل باقیمانده مواد آلی ارسال و موادی همچون کانابینوئیدها، حشیش، اسید بوسولیک و نورورساترین (که از کندر گرفته شده‌است) شناسایی شدند. در حالی که استفاده از کندر برای مقاصد مذهبی شناخته شده‌است، این یافته از آنجایی که نشان دهنده "اولین شواهد شناخته شده از ماده توهم زا در پادشاهی یهودا " است، اهمیت ویژه ای دارد.

### دوره هلنیستی و رومی
اعتقاد بر این است که چندین ارگ یکی بر روی دیگری ساخته شده و در دوره‌های هلنیستی و رومی وجود داشته‌است.

### فتح مسلمانان تا دوره عباسی
تل آراد به مدت ۵۰۰ سال متروک بوده تا اینکه در قرون اولیه اسلامی، زمانی که ارگ روم سابق توسط برخی طایفه‌های مرفه در این منطقه بازسازی شد و به مدت ۲۰۰ سال تداوم یافت تا حدود سال ۸۶۱ م. زمانی که قدرت مرکزی سقوط کرد و یک دوره زمانی در برگیرنده شورش‌ها و ناآرامی‌های گسترده منجر ویرانی ارگ شد و هیچ بنای دیگری در این مکان ساخته نشد.

## برای مطالعهٔ بیشتر
- Pike, Dana M. (4 February 2020). "Israelite Inscriptions from the Time of Jeremiah and Lehi". Faculty Publications. Retrieved 2 December 2020.
- Kershner, Isabel (11 April 2016). "New Evidence on When Bible Was Written: Ancient Shopping Lists". The New York Times. Retrieved 9 December 2020.
- King, Philip J. (15 April 1993). Jeremiah: An Archaeological Companion. Westminster John Knox Press. pp. 57–. ISBN 978-0-664-22443-1.
- King, Philip J.; Stager, Lawrence E. (2001). Life in Biblical Israel. Westminster John Knox Press. ISBN 978-0-664-22148-5.
- Dever, William G. (10 May 2001). What Did the Biblical Writers Know and When Did They Know It?: What Archeology Can Tell Us About the Reality of Ancient Israel. Wm. B. Eerdmans Publishing. ISBN 978-0-8028-2126-3.